# Antonysamy Savarimuthu

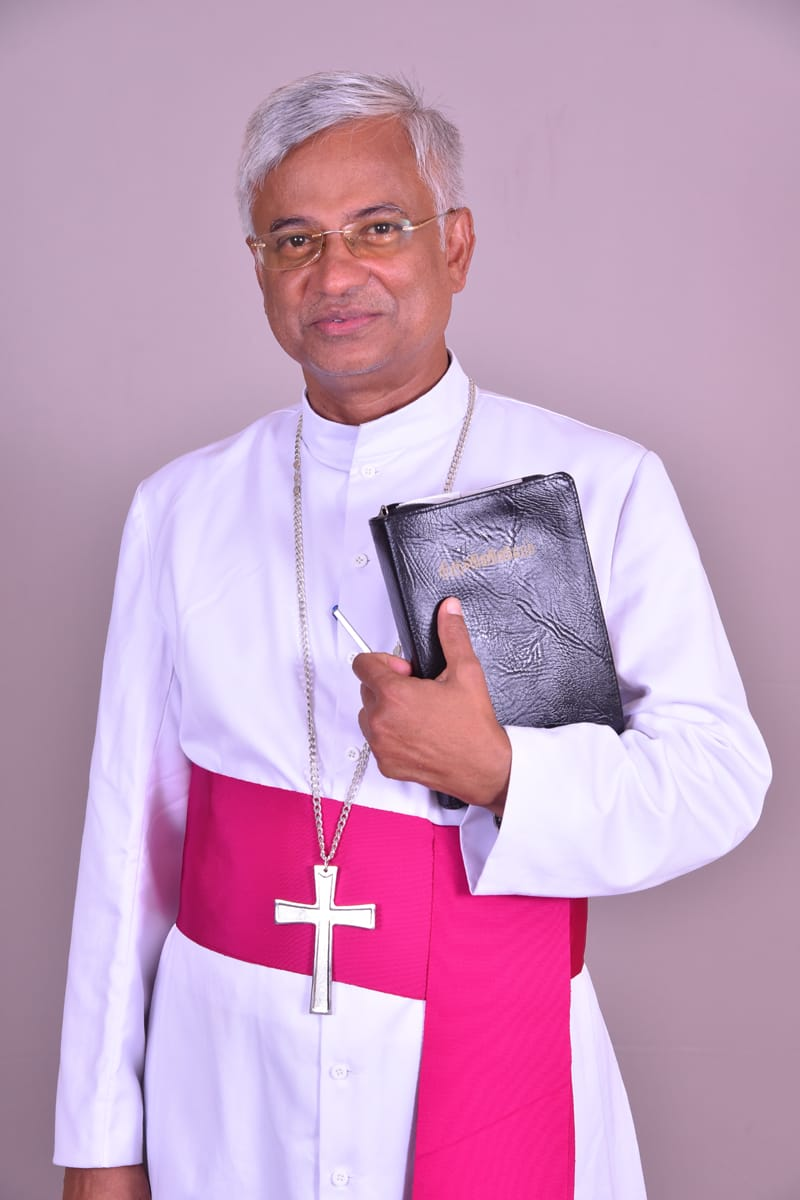
Antonysamy Savarimuthu, 2019

Antonysamy Savarimuthu (* 8. Dezember 1960 in Vadakku Vandaman, Tamil Nadu) ist ein indischer Geistlicher und römisch-katholischer Erzbischof von Madurai.

## Leben
Antonysamy Savarimuthu empfing am 26. April 1987 das Sakrament der Priesterweihe für das Bistum Palayamkottai.
Am 20. November 2019 ernannte ihn Papst Franziskus zum Bischof von Palayamkottai. Der Erzbischof von Madurai, Antony Pappusamy, spendete ihm am 15. Dezember desselben Jahres auf dem Gelände der St Xavier’s Higher Secondary School in Palayamkottai die Bischofsweihe. Mitkonsekratoren waren sein Amtsvorgänger Jude Gerald Paulraj und der Bischof von Sivagangai, Jebalamai Susaimanickam.
Nach dem Rücktritt von Antony Pappusamy am 4. November 2024 verwaltete er das vakante Erzbistum Madurai als Apostolischer Administrator.
Papst Leo XIV. ernannte ihn am 5. Juli 2025 zum Erzbischof von Madurai. Die Amtseinführung fand am 2. August desselben Jahres statt.